# Tupolev SB-2
Le Tupolev SB-2 est un bombardier léger soviétique en service pendant la Seconde Guerre mondiale. Conçu par Andreï Tupolev, il est introduit en 1936 et est utilisé par l'Union soviétique durant le conflit.
Il peut voler à plus de 400 km/h et dispose d'un rayon d'action de 2 000 km. Il possède une tourelle embarquant une mitrailleuse défensive et peut transporter jusqu'à une tonne de bombes.

## Variantes
2 versions de transport civiles en sont dérivées :
- PS-40 dérivé du SB-2
- PS-41 dérivé du SB-2 bis